# Embuscade d'Otaybah
Guerre civile syrienne
Batailles
L'embuscade d'Otaybah a lieu le 26 février 2014 lors de la guerre civile syrienne.

## Déroulement
En février 2014, Abu Muhammad Al-Joulani, chef du Front al-Nosra, décide de détacher une troupe de 250 hommes et lui donne l'ordre de traverser les montagnes de Qalamoun et de se porter vers la ville de Mafraq, en Jordanie. Cependant l'ordre est intercepté par les renseignements militaires syriens, des troupes sont mobilisées, principalement des combattants du Hezbollah et de nombreuses mines sont dissimulées près de la frontière jordanienne,.
La troupe rebelle est constituée de 250 hommes du Front al-Nosra et de Liwa Al-Islam, une brigade du Front islamique. Par discrétion elle voyage de nuit et à pied, mais arrivée à Otaybah, vers 2 h 45, elle tombe dans l'embuscade tendue par les miliciens du Hezbollah. De nombreux rebelles sont tués par des tirs de mortiers, d'autres s'égarent en pleine nuit dans des champs de mines. En quelques heures, la troupe rebelle est entièrement détruite,.

## Pertes
D'après la chaîne de télévision libanaise Al-Manar, proche du Hezbollah, environ 170 rebelles sont tués dans l'embuscade. Selon l'agence SANA, agence officielle syrienne, au moins 175 rebelles sont tués dont « des Saoudiens, des Qataris et des Tchétchènes. » Par la suite le bilan est revu à la hausse et monte à 192 morts et 58 blessés faits prisonniers.
De son côté l'Observatoire syrien des droits de l'homme (OSDH), proche des rebelles, déclare qu'au moins « 70 combattants islamistes ont été tués et 89 autres sont portés disparus, à la suite d'une embuscade tendue par les troupes loyalistes avec l'aide du Hezbollah chiite libanais dans la localité d'Otaïba ». Par la suite ce bilan est également revu à la hausse et le 27 février, l'OSDH estime les pertes rebelles à 152 morts et 7 prisonniers.